# Valprionde
Valprionde is een plaats en voormalige gemeente in het Franse departement Lot in de regio Occitanie en telt 152 inwoners (1999). De plaats maakt deel uit van het arrondissement Cahors.

## Geschiedenis
Valprionde is op 1 januari 2016 gefuseerd met de gemeenten Belmontet, Lebreil, Montcuq en Sainte-Croix tot de gemeente Montcuq-en-Quercy-Blanc. De voormalige gemeenten kregen hierbij de status van commune déléguée maar na de gemeenteraadsverkiezingen van 2020 werd besloten deze status de af te schaffen.

## Geografie
De oppervlakte van Valprionde bedraagt 16,6 km², de bevolkingsdichtheid is 9,2 inwoners per km².
De onderstaande kaart toont de ligging van Valprionde met de belangrijkste infrastructuur en aangrenzende gemeenten.

## Demografie
Onderstaande figuur toont het verloop van het inwonertal.
Belmontet · Lebreil · Montcuq · Sainte-Croix · Valprionde